# Juan Mujica
Juan Mujica (Casa Blanca, 1943. december 22. – Montevideo, 2016. február 11.) válogatott uruguayi labdarúgó, hátvéd, edző.

## Pályafutása

### Klubcsapatban
1962 és 1966 között a Rampla Juniors, 1966 és 1971 között a Nacional játékosa volt. A Nacionallal négyszer nyert bajnokságot, tagja volt az 1971-es Libertadores-kupa és Interkontinentális kupa győztes csapatnak. 1972 és 1978 között Franciaországban szerepelt. Három-három idényen át volt először a Lille OSC, majd az RC Lens labdarúgója. 1978-ban hazatért és még egy-egy idényt játszott a montevideói Liverpool és a Defensor Sporting együttesében. 1979-ben fejezte be az aktív labdarúgást.

### A válogatottban
1966 és 1970 között 22 alkalommal szerepelt az uruguayi válogatottban. Részt vett az mexikói világbajnokságon.

### Edzőként
1980-ban volt klubja a Nacional vezetőedzője volt. A bajnoki cím mellett, a Libertadores-kupát és Interkontinentális kupupát is megnyerte a csapattal. 1995-ben a Costa Rica-i Deportivo Saprissa, 1999-2000-ben az LD Alajuelense szakmai munkáját irányította. 2004-ben a salvadori Alianza FC együttesénél tevékenykedett.

## Sikerei, díjai

### Játékosként
Uruguay
- Világbajnokság
  - 4. helyezett: 1970, Mexikó
- Copa América
  - aranyérmes: 1967, Uruguay

 Nacional
- Uruguayi bajnokság
  - bajnok: 1969, 1970, 1971, 1972
- Libertadores-kupa
  - győztes: 1971
- Interkontinentális kupa
  - győztes: 1971

### Edzőként
Nacional
- Uruguayi bajnokság
  - bajnok: 1980
- Libertadores-kupa
  - győztes: 1980
- Interkontinentális kupa
  - győztes: 1980